# Felsőpatakvölgy
Felsőpatakvölgy vagy Felsődubovec (ukránul: Вишній Дубовець) falu Ukrajnában, Kárpátalján, a Técsői járásban.

## Fekvése
Técsőtől északkeletre fekvő település.

## Nevének eredete
A Dubovec helységnév ruszin víznévi eredetű (1864: Višni Dubovec patak 1864: felsö Dubovec völgy (Pesty Frigyes). Felső előtagja a falutól délre fekvő Alsódubovec nevének előtagjával van korrelációban.
A magyar Felsőpatakvölgy elnevezés 1904-ben, a helységnévrendezés során keletkezett, és a település fekvésére utal.

## Története
Nevét 1898-ban Felső-Dombó néven említették (hnt.) Későbbi névváltozatai: 1907-ben, 1913-ban és 1918-ban Felsőpatakvölgy, 1944-ben Felsődubovec, Вишній Дубовець (hnt.), 1983-ban Вишній Дубовець, Вышний Дубовец.
A falu a Dubovec patak mellett jött létre a 19. század végén.